# Flachmine 17
Flachmine 17 — немецкая противотанковая мина, серийно выпускавшаяся во время Первой мировой войны. Производство мины началось в 1916 году после появления английских и французских танков, и к концу войны их было выпущено более трех миллионов. Мина состояла из простого деревянного ящика, в котором находился основной заряд с четырьмя пружинными ударными взрывателями в верхней части, которые срабатывали при наезде на них тяжелой машины, например танка. Кроме того, можно было подключить мину для ручного дистанционного подрыва.

## Тактико-технические характеристики
Масса: 12 фунтов (4,6 кг)
Взрывчатое вещество: 18 стандартных 200-г блоков взрывчатого вещества
Длина: 10 см
Ширина: 80 см
Высота 3 см
Рабочее давление: 12000 м/с